# کیرانومنا
کیرانومنا (به لاتین: Kiranomena) یک منطقهٔ مسکونی در ماداگاسکار است که در Fenoarivobe واقع شده‌است.
 کیرانومنا  ۲۴٬۰۰۰ نفر جمعیت دارد و ۷۸۹ متر بالاتر از سطح دریا واقع شده‌است.